# Administração do caixa
A administração do caixa está preocupada em estabelecer políticas e métodos para gerir o caixa de uma empresa.
Há três motivos principais para uma empresa manter dinheiro em caixa.
Motivo de transação: é a necessidade que uma empresa tem de manter dinheiro em caixa para efetuar pagamentos de suas operações rotineiras.
Motivo de precaução: quantidade de dinheiro mantida para absorver variações não previstas nas datas e nas quantidades dos recebimentos e pagamentos.
Motivo de especulação: aproveitamento de oportunidades especulativas em relação a certos itens não monetários (i.e. estoques, geralmente), apostando em alguma variação de preços em que é possível ganhar dinheiro.
Portanto, o nível de recursos em caixa é afetado por uma série de políticas e características específicas do mercado da empresa em questão. Para tornar essa decisão mais racional, foram criados vários métodos de administração do caixa, sendo que os dois principais são o  método de Baumol e o método de Miller-Orr. As implementações em planilhas eletrônicas de ambos os métodos podem ser encontradas na internet. 

## Método de Baumol
O método de Baumol utiliza o modelo de lote econômico. Seu pressuposto principal é que as entradas e saídas futuras do caixa são previstas com certeza. O método calcula qual a quantidade de recursos que deve ser alocada ao caixa, sendo que novos resgates de um título financeiro só acontecerão quando o saldo do caixa alcançar zero novamente.
O modelo propõe calcular o nível do caixa considerando o custo de oportunidade de aplicar os recursos em um ativo financeiro e o custo de transação ao aplicar. Toda vez que o caixa chegar a zero, deve-se resgatar a quantidade calculada C, ou seja, o equivalente ao lote econômico. C é a quantidade que minimiza os custos total formado pelo custo de oportunidade de manter o dinheiro em caixa e o custo de transação de transformar dinheiro do caixa para a aplicação.

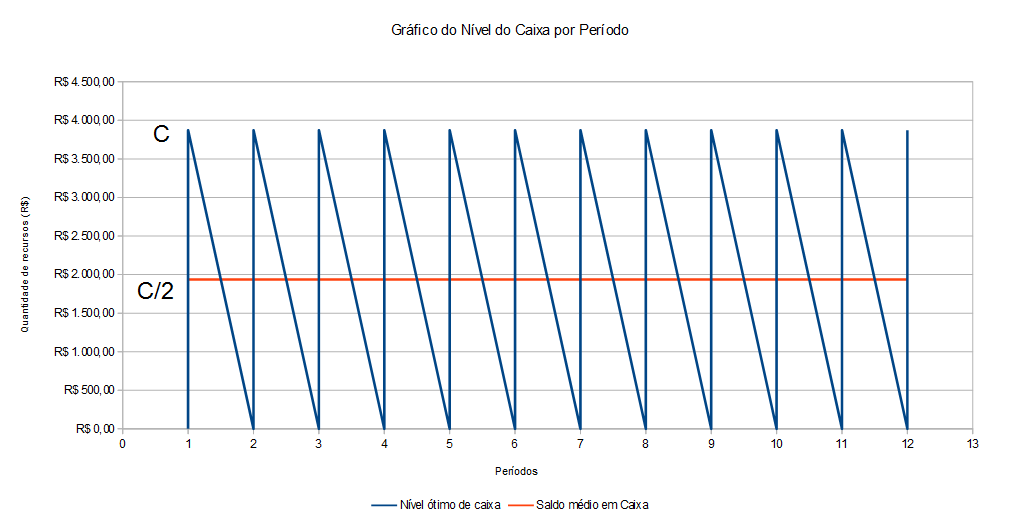
Variação do nível do caixa pelo método de Baumol. Observe o padrão de dentes de serra

O gráfico ao lado apresenta como o nível do caixa se comporta nesse modelo. O gráfico tem a aparência clássica de “dentes de serra” da teoria de estoques. A quantidade C é a quantidade de dinheiro que será resgatada em cada operação e esta será consumida ao longo do período até ser resgatada novamente. O saldo médio em caixa é calculado como C/2.
O custo de transação é dado por:

Custo de obtenção {\displaystyle =b\times {T \over C}}

em que:
b: custo fixo de negociar títulos. Por exemplo, custo de transação, custódia, operação, controle, etc.;
T: valor total do caixa líquido, ou seja, total de pagamentos menos recebimentos, que será utilizo no período;
C: saldo monetário total de caixa;
T/C: quantidade de transações que se espera realizar no período.
O custo de oportunidade dos recursos em caixa é dado por:

Custo de oportunidade {\displaystyle =i\times {C \over 2}}

em que:
i: taxa de juros dos ativos financeiros por período, em percentual e fixo;
{\displaystyle {\bar {C}}\ =C/2}: saldo médio em caixa;
O nível ótimo do caixa é dado por:

{\displaystyle C={\sqrt {2\times b\times T \over i}}}
As principais limitações do método de Baumol são:
condições de certeza: o método pressupõe hipóteses sobre condições de certeza que geralmente não estão presentes nos fluxos de caixa reais.
taxa constante: a variação do saldo de caixa geralmente não é constante;

## Método de Miller-Orr
O método de Miller-Orr considera as variações aleatórias que ocorrem no fluxo de caixa e por isso, calcula o intervalo com o saldo máximo e mínimo que deve-se manter o nível do caixa. Dentro desses limites, o decisor deve deixar o caixa oscilar aleatoriamente. 
O modelo também sugere um nível ótimo do caixa, que é o nível a ser perseguido quando o nível do caixa está fora dos limites calculados. Se o nível do caixa ultrapassar o nível máximo, deve-se aplicar a diferença entre o nível do caixa e o nível ótimo em títulos negociáveis. Se o nível do caixa ultrapassar o nível mínimo, deve-se resgatar a diferença entre o nível do caixa e o nível ótimo.

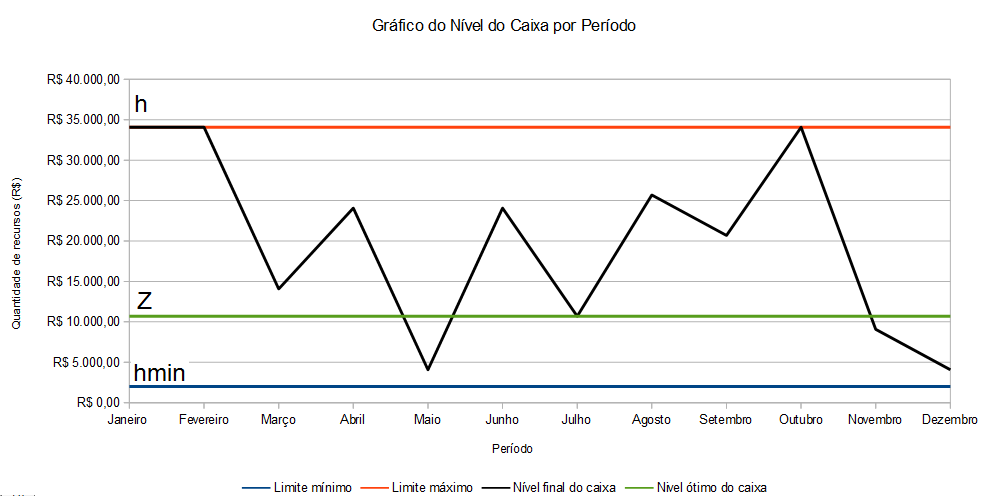
Nível do caixa, com os limitantes superior e inferior pelo método de Miller-Orr

A figura ao lado apresenta um exemplo de variação do nível de caixa utilizando o método de Miller-Orr.
O nível ótimo do caixa é calculado por:

{\displaystyle Z={\sqrt[{3}]{3\times b\times \sigma ^{2} \over 4\times i}}+hmin}

Em que:
b: custo fixo de transação de cada operação para títulos financeiros;
{\displaystyle \sigma ^{2}}: variância dos saldos líquidos diários do caixa;
i: taxa de juros dos títulos financeiros;
hmin: limitante inferior ou nível mínimo do caixa.
O limitante superior h é calculado por:

{\displaystyle h=3\times Z+hmin}

O limitante inferior hmin é originalmente zero, mas pode ser definido como qualquer valor. Logicamente, sua definição afeta o valor de saldo ótimo Z e do limitante superior.